# 感熱紙

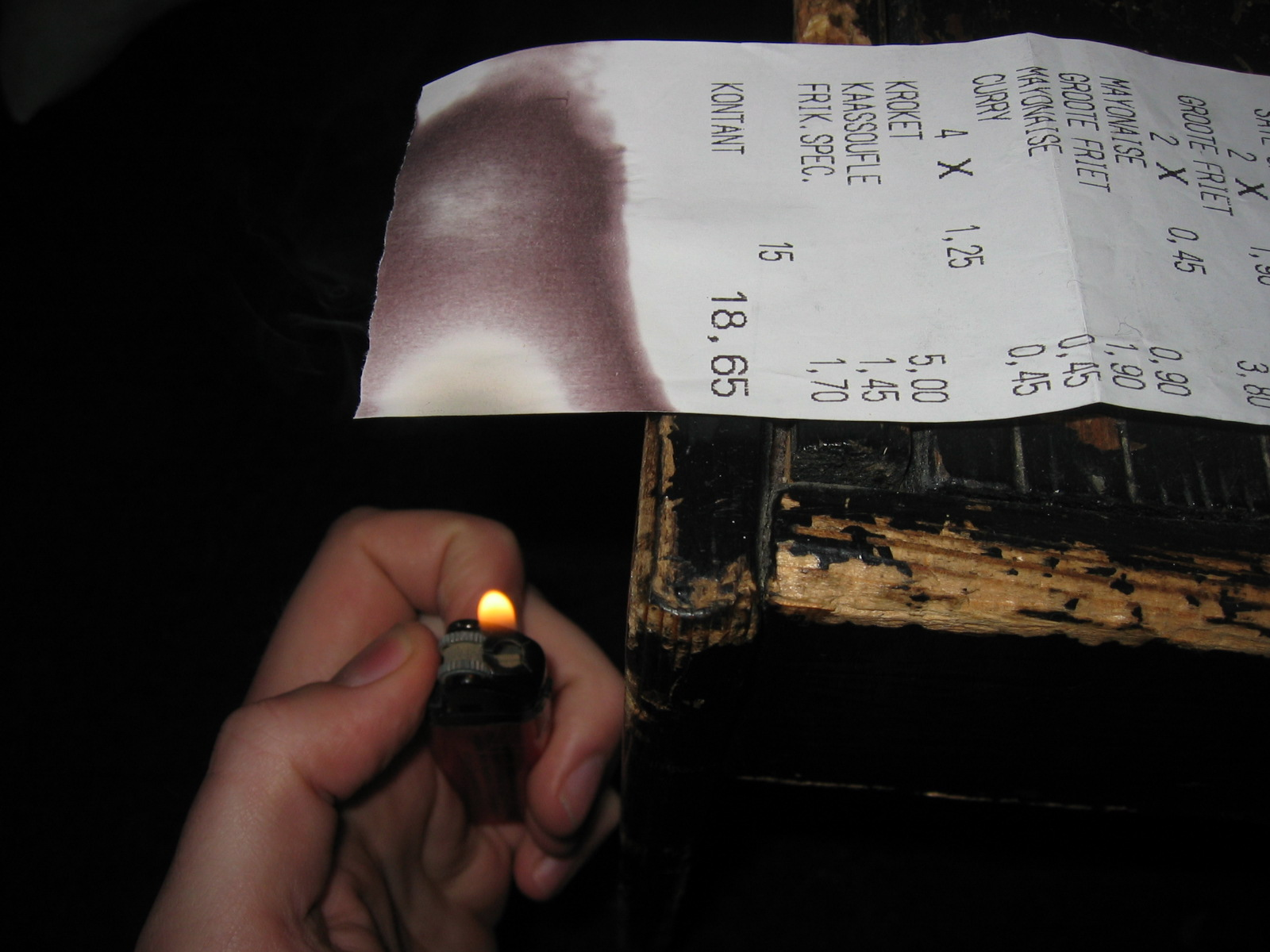
使用感熱紙印出的票券；感熱的一側會顯現顏色

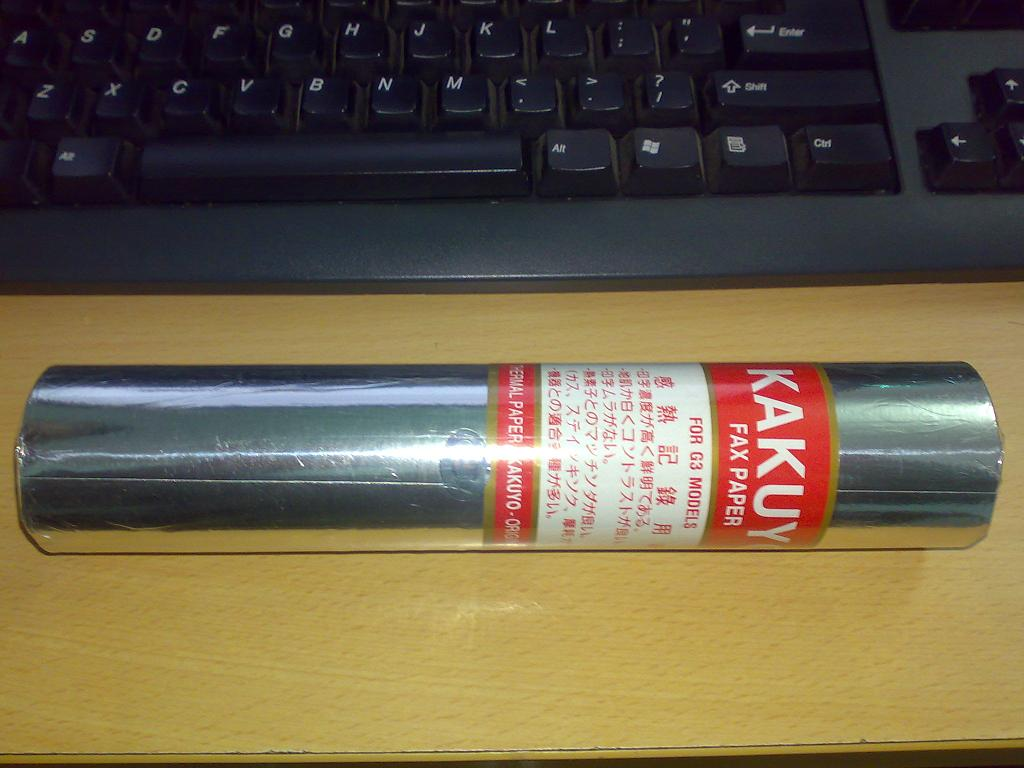
用於熱感印表機的紙捲

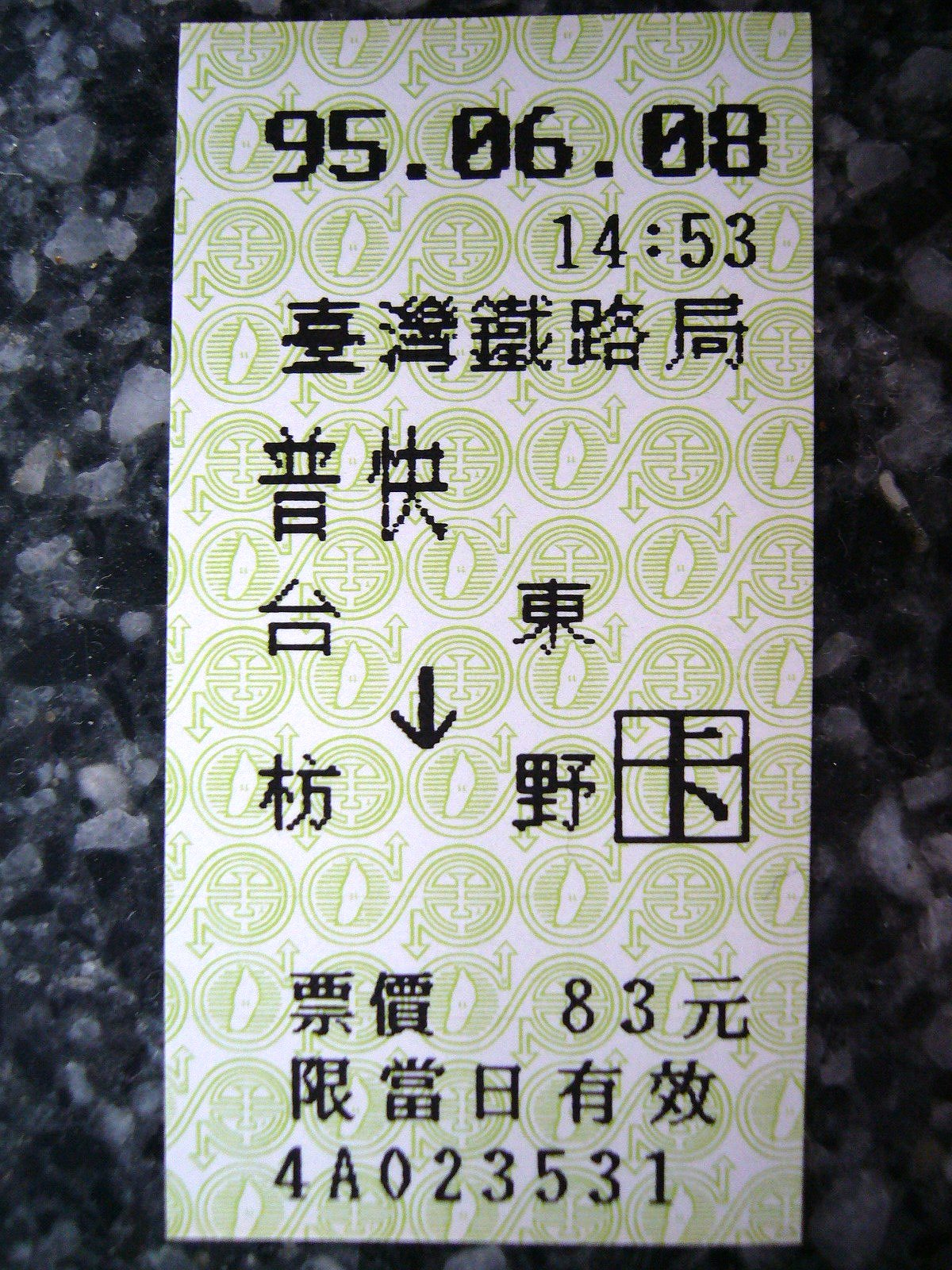
以感熱紙印製的臺灣鐵路管理局車票

感熱紙涂有化學原料，可仅因受熱而改變顏色，而不需要使用墨水。感熱紙可以使用於熱感印表機，且特別使用在廉價且重量輕的設備，像是傳真機、加算器、收銀機與信用卡終端機等。
感熱紙的表面，會塗抹固態的染劑與合適的基質，像是熒烷類的隱色染料以及磷酸正十八酯。當基質加熱到其熔點時，染劑會與酸性物質反應，轉換成有色態；而基質很容易快速冷卻，則染劑的有色態會直接被保存於亞穩定狀態。但一段時間後，顏色仍會逐漸消退，故僅適用於不需長期保存的用途。
通常，該塗料在加熱時會轉為黑色，但有時會使用轉為藍色或紅色的塗料。開放的熱源，像是火焰，會改變紙張的顏色；而用指甲快速擦過紙張也可以給予足夠的熱能，產生有顏色的標記。感熱紙紙捲快用完前，邊緣會印有紅色或粉紅色條紋以提醒使用者準備更換新品。

## 健康與環境的關聯性
一些感熱紙的塗料會有雙酚A，一種內分泌干擾素。這種物質會經由回收紙張造成汙染。雙酚A很容易少量轉移到皮膚上：
當持有感熱紙收據5分鐘，且手指是乾燥的，大約1微克的雙酚A（0.2－0.6微克）會轉移到食指與中指；在潮濕且油膩的情形下，則會比乾燥的手指吸收10倍的雙酚A。如果一個人反覆接觸感熱紙大約每天10小時，則會每天接觸71微克的雙酚A，低於每日耐受攝入量的42分之一倍。
另根據中華民國消費者文教基金會（消基會）於2019年所做的調查，台灣因對雙酚A已有規範，調查中所取得之感熱紙雙酚A均合乎規範標準。但雙酚A之替代用品雙酚S (Bisphenol S) 則在感熱紙中驗出。消基會報導中引用澳大利亞《每日電訊報》指出，雙酚S亦屬環境荷爾蒙，可能對雌性激素及甲狀腺激素產生危害。
除此之外，感熱紙本身帶有染料，有四層塗佈層，包括隱色染料層、顯色劑、敏化劑、穩定劑，在技術上很難把它完全分離，只留下紙張纖維，就算做得到，處理成本已經遠超過資源回收所產生的效益，因此行政院環境保護署網站上也有公告，紙本電子發票不能丟紙類回收。

## 外部連結
- Texas Instruments-Computers & Software and Industrial Controls （页面存档备份，存于）
- Silent 700 Electronic Data Terminals, 1976(PDF)
- 2ST Two-Sided Thermal Printing